# Kevin De Broyer
Kevin De Broyer (Halle, 11 oktober 1982) is een Belgische voetballer. Hij speelt als aanvaller.

## Clubvoetbal
Kevin begon aan zijn carrière bij RWDM. Hij speelde daar twee jaar en werd daarna verkocht aan tweedeklasser AFC Tubize.
Na zes jaar in Tubeke trok hij naar RAA Louviéroise. Bij deze club kreeg hij interesse van grote clubs in België. Hij scoorde 50 goals in 89 wedstrijden. Vervolgens trok hij naar KSK Ronse. Daarna speelde hij voor de Brusselse clubs FC Brussels en Union Saint-Gilloise.
In 2011 werd hij bij KSV Oudenaarde de vervanger van Ode Thompson. Na een jaar ging hij voor Standaard Wetteren spelen en in 2013 voor de eersteprovincialer US Rebecquoise.